# Serguei Grigoriants
Serguei Mikhàilovitx Grigoriants (rus: Сергей Михайлович Григорьянц), Taixkent, 2 de novembre de 1983, és un jugador d'escacs rus, que té el títol de Gran Mestre des de 2003. El 2018 es va casar amb la Gran Mestre Femenina hongaresa Petra Papp, i actualment representa internacionalment la federació hongaresa.
A la llista d'Elo de la FIDE del desembre de 2022, hi tenia un Elo de 2553 punts, cosa que en feia el jugador número 15 d'Hongria. El seu màxim Elo va ser de 2606 punts, a la llista de l'agost de 2015.

## Resultats destacats en competició
El 2004 empatà als llocs 1r–6è amb Ievgueni Naier, Artiom Timoféiev, Zoltan Gyimesi, Oleg Kornéiev i Kaido Külaots a l'obert d'escacs de Cappelle-la-Grande,
El 2005, es va proclamar Campió de Moscou.
L'abril de 2014, jugà el fort Karpos Open, a Skopje, i empatà al segon lloc amb 7 punts sobre 9 partides amb un grup de sis altres jugadors: Eduardo Iturrizaga, Robert Markus, Andrey Vovk, Zdenko Kozul, Davorin Kuljasevic i Iván Salgado, mig punt per sota del guanyador, Kiril Gueorguiev.
El juliol de 2015 fou subcampió de l'Obert de Benasc amb 8 punts de 10, empatant amb els Grans Mestres Jorge Cori, Daniel Naroditsky, Julio Granda, Ievgueni Romànov i Tal Baron, i a mig punt del campió Baskaran Adhiban.